# Miss Marvel (série télévisée)
Cet article concerne la série télévisée de Disney+. Pour l'identité utilisée dans les comics, voir Miss Marvel.
Moon Knight Je s'appelle Groot
Miss Marvel (Ms. Marvel) est une mini-série télévisée américaine en six épisodes, créée, co-écrite et co-produite par Bisha K. Ali et diffusée sur la plateforme Disney+ entre le 8 juin 2022 et le 13 juillet 2022.
La série fait partie de la phase IV de l'univers cinématographique Marvel et sert d'introduction au long métrage The Marvels (2023), dans lequel Iman Vellani reprendra son rôle de Kamala Khan.

## Synopsis
Kamala Khan est une adolescente d'origine pakistanaise et de confession musulmane vivant à Jersey City. Tout comme son meilleur ami Bruno Carrelli, c'est une grande fan de super-héros et surtout de Captain Marvel. Kamala a du mal à naviguer entre sa vie familiale (et des parents très stricts) et scolaire et a des difficultés à s'intégrer. Alors qu'elle participe à un concours de cosplay à l'AvengersCon, sa vie va changer radicalement quand elle se découvre elle-même des super-pouvoirs. Ils proviendraient d'un mystérieux bracelet ayant appartenu à son arrière-grand-mère.

## Distribution
Sauf indication contraire, les informations mentionnées dans cette section peuvent être confirmées par les bases de données cinématographiques IMDb et Allociné,  présentes dans la section « Liens externes ».

### Acteurs principaux
Note : Les acteurs ci-dessous sont crédités dans la distribution principale uniquement dans les épisodes où ils apparaissent.
- Iman Vellani (VF : Léopoldine Serre ; VQ : Marguerite D'Amour) : Kamala Khan / Miss Marvel
- Matt Lintz (VF et VQ : Nicolas Bacon) : Bruno Carrelli
- Yasmeen Fletcher (en) (VF : Kaïna Blada) : Nakia Bahadir (5 épisodes)
- Zenobia Shroff (VF : Isabelle Leprince ; VQ : Valérie Gagné) : Muneeba Khan
- Mohan Kapur (VF : Stefan Godin ; VQ : Louis-Philippe Dandenault) : Yusuf Khan (4 épisodes)
- Saagar Shaikh (en) (VF : Eilias Changuel) : Aamir Khan (4 épisodes)
- Laurel Mardsen (en) (VF : Lila Lacombe) : Zoe Zimmer (3 épisodes)
- Azhar Usman (en) (VF : Nicolas Justamon) : Najaf (3 épisodes)
- Rish Shah (VF et VQ : Nicolas Charbonneaux-Collombet) : Kamran (5 épisodes)
- Arian Moayed (VF : Nessym Guetat) : l'agent P. Cleary du Damage Control (3 épisodes)
- Alysia Reiner (VF : Daria Levannier) : l'agent Sadie Deever du Damage Control (4 épisodes)
- Laith Nakli (en) (VF : Marc Perez) : Sheik Abdullah (3 épisodes)
- Nimra Bucha (en) (VF : Zaïra Benbadis) : Najma (4 épisodes)
- Travina Springer (VF : Fily Keita) : Tyesha Hillman (3 épisodes)
- Adaku Ononogbo (VF : Déborah Claude) : Fariha (3 épisodes)
- Samina Ahmad (en) : Sana (4 épisodes)
- Fawad Khan (VF : Mario Bastelica) : Hasan (2 épisodes)
- Mehwish Hayat (VF : Julie Cavanna) : Aisha (3 épisodes)
- Farhan Akhtar (VF : Jérémy Prévost) : Waleed (1 épisode)
- Aramis Knight (VF : Martin Faliu) : Kareem / Red Dagger (3 épisodes)

### Acteurs récurrents et invités
- Aliaa Saleh (VF : Olivier Bénard) : Aadam
- Paul Kim : Paul
- Vardah Aziz (VF : Mélissa Bérard) : Zainab
- Asfandiar Khan (VF : Benoît Cauden) : Owais
- Anjali Bhimani (en) (VF : Patricia Legrand) : tante Ruby
- Sophia Mahmud : tante Zara
- Jordan Firstman (en) (VF : Marc Arnaud) : M. Wilson
- Iyad Hajjaj : oncle Rasheed

### Invitée de l'Univers Cinématographique Marvel
- Brie Larson (VF : Elisabeth Ventura) : Carol Danvers / Captain Marvel (caméo photographique et scène post-générique épisode 6, images tirées du film The Marvels)

## Production

### Genèse et développement
Le consultant en création de Marvel, Joe Quesada, a déclaré en septembre 2016 qu'il était prévu d'explorer le personnage de Kamala Khan / Ms. Marvel dans d'autres médias à la suite de son succès et de sa popularité exceptionnellement rapides parmi les lecteurs de bandes dessinées Le président de Marvel Studios, Kevin Feige, a déclaré en mai 2018 qu'un projet de Marvel Cinematic Universe (MCU) basé sur Kamala Khan était « en préparation » et suivrait la sortie du film Captain Marvel alors que Khan est inspiré par le personnage principal de ce film, Carol Danvers.
En août 2019, Marvel Studios avait commencé le développement d'une série télévisée de Ms. Marvel pour le service de streaming Disney+, avec Bisha K. Ali embauchée pour servir de scénariste en chef. La série a été officiellement annoncée par Marvel Studios lors de la conférence 2019. Adil El Arbi et Bilall Fallah, Sharmeen Obaid-Chinoy et Meera Menon ont été embauchés pour diriger des épisodes de la série en septembre 2020. La co-créatrice de Kamala Khan, Sana Amanat sert de productrice exécutive sur la série.

### Attribution des rôles
Iman Vellani joue le rôle de Kamala Khan / Ms. Marvel, avec Saagar Shaikh, Aramis Knight, Matt Lintz, Zenobia Shroff et Mohan Kapur également en vedette. La série a été annoncée avec l'implication d'Ali en août 2019. Iman Vellani a été choisi en septembre 2020, avec Adil El Arbi et Bilall Fallah, Sharmeen Obaid-Chinoy et Meera Menon embauchés comme réalisateurs de la série[réf. nécessaire].

### Tournage
Le tournage a commencé début novembre 2020 dans les Trilith Studios en Géorgie et dans le New Jersey, et s'est terminé en Thaïlande en mai 2021.

### Fiche technique
Sauf indication contraire, les informations mentionnées dans cette section peuvent être confirmées par la base de données cinématographiques IMDb,  présente dans la section « Liens externes ».
- Titre original : Ms. Marvel
- Titre français : Miss Marvel
- Création : Bisha K. Ali, d'après les personnages créés par Roy Thomas et Gene Colan (pour le personnage originel) et G. Willow Wilson et Adrian Alphona (pour Kamala Khan)
- Réalisation : Adil El Arbi, Bilall Fallah, Meera Menon et Sharmeen Obaid-Chinoy
- Scénario : Bisha K. Ali
- Direction artistique : Cameron Beasley, Jessie Haddad et Emma Rentz
- Directeur de la photographie : Robrecht Heyvaert
- Costumes : Arjun Bhasin
- Casting : Carmen Cabana et Sarah Finn
- Producteurs exécutifs : Kevin Feige et Bisha K. Ali
- Société de production : Marvel Studios
- Société de distribution : Disney Media Distribution
- Budget :
- Diffuseur : Disney+
- Pays de production :  États-Unis
- Langue d'origine : anglais
- Format : couleur
- Genres : super-héros, comédie
- Durée : 50 minutes environ
- Date de diffusion : 8 juin 2022

## Épisodes
1. Les origines (Generation Why)
2. Première mission (Crushed)
3. Sa destinée (Destined)
4. Retour aux sources (Seeing Red)
5. D'une époque à une autre (Time and Again)
6. Retour à la normale (No Normal)

### Épisode 1:Les origines
- Mondial : 8 juin 2022 sur Disney+

Kamala Khan est une adolescente âgée de 16 ans vivant à Jersey City, dans une famille d'origine pakistanaise et musulmane. Si elle et ses parents n'apparaissent pas très pratiquants, son grand frère, lui, observe strictement les principes religieux. Kamala a un meilleur ami, Bruno, et vit dans son monde, peuplé de super-héros. Elle est fan des Avengers et plus particulièrement de Captain Marvel. Elle se fait même sermonner dans son lycée pour ses absences d'attention. Un jour, un colis de bibelots pakistanais envoyé par la grand-mère de Kamala arrive dans la maison familiale. Kamala y remarque à l'intérieur un curieux bracelet. Sa mère lui dit qu'il ne s'agit que de babioles et va ranger le colis dans le grenier. Bruno veut emmener Kamala à l'AvengersCon qui va se dérouler dans la ville, elle prépare un costume de Captain Marvel pour participer au concours de cosplay. Mais ses parents refusent de la laisser sortir. Kamala imagine donc un plan avec Bruno pour s'échapper de la maison à l'heure dite sans qu'ils ne s'en rendent compte. Et puisque Bruno lui a dit qu'elle devait se distinguer des autres concurrents, elle monte dans le grenier, ouvre le colis de bibelots, et prend le bracelet qui a attiré son attention.
Les deux adolescents arrivent à la convention, émerveillés. Kamala se prépare pour le concours de cosplay, enfile son costume et parvient à ouvrir le bracelet pour le mettre à son poignet. Sur la scène où se pressent plus d'une dizaine de « Captain Marvel », Kamala est éblouie par les flashes et commence à paniquer. Subitement, sa main devient scintillante et elle se met à projeter des éclairs d'énergie « solides » qui provoquent les applaudissements de la foule, mais qui causent également de gros dégâts. Ce bracelet est magique et lui confère des super-pouvoirs qu'elle va devoir apprendre à maîtriser. La nuit venue, elle rentre discrètement chez elle par la fenêtre de sa chambre, et se retrouve face à sa mère qui l'attendait et qui la gronde. Une fois laissée seule, elle observe le bracelet sur son poignet et sa main qui scintille, et lâche « C'est cosmique ! ».
Scène inter-générique

### Épisode 2:Première mission
- Mondial : 15 juin 2022 sur Disney+

Kamala s'entraîne avec l'aide de Bruno pour contrôler ses pouvoirs. Son ami pense que le bracelet a activé les super-capacités de Kamala qui venaient en fait d'elle-même. À la mosquée de Jersey City, sa meilleure amie Nakia Bahadir, insatisfaite de la direction du conseil d'administration uniquement masculin, décide de se présenter aux élections. Kamala, Nakia et Bruno se rendent à une fête organisée par leur camarade Zoe, où ils font la connaissance de Kamran, un nouveau lycéen anglo-pakistanais dont Kamala s'éprend immédiatement. La fête est écourtée par la police, elle parvient à se lier d'amitié avec lui. Bruno se montre frustré lorsque Kamala, éblouie par Kamran, choisit de passer du temps avec lui au lieu de s'entraîner.

### Épisode 3:Sa destinée
- Mondial : 22 juin 2022 sur Disney+

Najma explique qu'elle et Kamran font partie d'un groupe de cinq êtres connus sous le nom de Clandestins ou Djinns qui ont été exilés de la dimension Noor, et qu'Aisha était également l'une des leurs. Elle révèle également que le bracelet pourrait être en mesure de les aider à rentrer chez eux, et demande l'aide de Kamala. Kamala est d'accord, mais Bruno l'avertit que les voyages interdimensionnels sont dangereux et qu'elle doit demander à Kamran plus de temps pour s'assurer qu'ils peuvent le faire en toute sécurité.

### Épisode 4:Retour aux sources
- Mondial : 29 juin 2022 sur Disney+

Kamala et Muneeba se rendent à Karachi et y retrouvent Sana, qui révèle plus tard à Kamala que le bracelet tente de transmettre un message à travers la vision du train. Le lendemain, une Kamala masquée se rend à la gare pour enquêter, mais elle est attaquée par Kareem, un membre du groupe de justiciers Red Daggers, qui l'a d'abord prise pour l'un des Clandestins. Kareem emmène Kamala au QG des Red Daggers, où Kamala apprend de leur chef Waleed que les Clandestins essaient de briser le voile de Noor, qui sépare la dimension des Djinns du monde humain, afin d'envahir et de conquérir ce dernier.

### Épisode 5:D’une époque à une autre
- Mondial : 6 juillet 2022 sur Disney+

En Inde, en 1942, Aisha se réfugie dans un village, où Hasan, un militant indien musulman pour l'indépendance, lui offre de la nourriture et un abri. Par la suite, ils tombent amoureux et ont un enfant, Sana. Cinq ans plus tard, Najma trouve Aisha et lui ordonne de récupérer le bracelet afin qu'ils rentrent dans leur dimension. Aisha, qui veut rester dans ce monde, décide alors de fuir vers la nouvelle nation du Pakistan avec sa famille, mais Najma la trouve et la poignarde. Hasan et Sana sont séparés dans le chaos.
Kamala trouve Aisha, qui lui demande de protéger Sana avant de mourir. Créant involontairement un chemin de micro-cristaux lumineux semblables à des étoiles qui conduit Sana à son père, Kamala se rend compte qu'elle était destinée à les réunir. De retour au présent, elle découvre que la frappe de Najma a ouvert le voile de Noor, mais qu'elle vaporise quiconque interagit avec lui. Najma choisit finalement de se sacrifier pour fermer le Voile, ayant au préalablement transféré son pouvoir à Kamran. Sana et Muneeba trouvent Kamala et cette dernière accepte les pouvoirs de sa fille.

### Épisode 6:Retour à la normale
- Mondial : 13 juillet 2022 sur Disney+

Alors que Bruno et Kamran sont en fuite, l'agent Deever ordonne le confinement de la ville et veut retrouver Kamran vivant. Nakia, d'autre part, s'inquiète de ne plus avoir de nouvelles d'eux et prévient Kamala, après quoi celle-ci assemble son costume avec un cadeau de sa mère et le tissu de Kareem. Plus tard, elle retrouve Bruno et Kamran, qui est de plus en plus sujet à de fortes douleurs liés à son pouvoir, et demande de l'aide à Kareem. Ils reçoivent également l'aide de Nakia, Aamir et Zoé et élaborent un plan pour bloquer les agents du Damage Control. Bien que l'agent P. Cleary lui ordonne de se retirer immédiatement, Deever passe outre et fait prendre d'assaut le lycée, où Kamala et ses amis se cachent.
Néanmoins, le Damage Control parvient à arrêter tout le monde sauf Kamala et Kamran, à qui Kamala finit par avouer la vérité sur le sort de sa mère, et affrontent Deever et les autres agents. Alors que les agents tirent, Kamala se range du côté de Kamran, utilisant ses pouvoirs pour les combattre. Après la fuite de ce dernier, Deever est suspendue par Cleary, Kamala prend officiellement le nom de Miss Marvel (inspiré de l'étymologie de son propre prénom), et Kamran rencontre Kareem pour la première fois.
Une semaine plus tard, Bruno explique à Kamala qu'elle est différente de sa famille et qu'elle est porteuse d'une mutation génétique.
Scène inter-générique